# Inline-Speedskating-Europameisterschaften 1992
Die Inline-Speedskating-Europameisterschaften wurden im italienischen Acireale ausgetragen. Die Wettkämpfe fanden vom 19. bis 25. Juli 1992 statt.

## Frauen
| Distanz              | Gold                                                           | Silber                                                | Bronze                                           |
| Bahn                 | Bahn                                                           | Bahn                                                  | Bahn                                             |
| -------------------- | -------------------------------------------------------------- | ----------------------------------------------------- | ------------------------------------------------ |
| 300 m Einzelsprint   | Inge de Hertoghe                                               | Elisabetta Giorgini                                   | Anne-Francoise Leveufre                          |
| 500 m Sprint         | Inge de Hertoghe                                               | Elisabetta Giorgini                                   | Felisa Bote                                      |
| 1000 m Sprint        | Elisabetta Giorgini                                            | Araceli Larrea                                        | Mariangela Mura                                  |
| 3000 m Massenstart   | Moira Tolomei                                                  | Caroline Lagrée                                       | Maria Tereza Garcia                              |
| 5000 m Punkte        | Anna Maria Margagliotti                                        | Francesca Monteverde                                  | Monika Tolomei                                   |
| 10000 m Ausscheidung | Francesca Monteverde                                           | Monika Tolomei                                        | Caroline Lagrée                                  |
| 5000 m Staffel       | Italien Mariangela Mura Monika Tolomei Anna Maria Margagliotti | Belgien Inge de Hertoghe Wendi Goovaerts Hilde Pinnoy | Deutschland Anne Titze Petra Raiß Michaela Heinz |
| Straße               |                                                                |                                                       |                                                  |
| 300 m Einzelsprint   | Giovanna Troldi                                                | Anne Titze                                            | Anne-Francoise Leveufre                          |
| 500 m Sprint         | Hilde Pinnoy                                                   | Anne-Francoise Leveufre                               | Luana Pilia                                      |
| 1000 m Sprint        | Luana Pilia                                                    | Antonella Mauri                                       | Anne-Francoise Leveufre                          |
| 3000 m Massenstart   | Michaela Ranisiso                                              | Luana Pilia                                           | Antonella Mauri                                  |
| 5000 m Massenstart   | Antonella Mauri                                                | Luana Pilia                                           | Caroline Lagrée                                  |
| 10000 m Ausscheidung | Rosanna Saitta                                                 | Michaela Ranisiso                                     | Antonella Mauri                                  |
| 5000 m Staffel       | Italien Luana Pilia Rosanna Saitta Antonella Mauri             | Spanien                                               | Deutschland Anne Titze Petra Raiß Michaela Heinz |

## Männer
| Distanz              | Gold                                                     | Silber                                                 | Bronze                                               |
| Bahn                 | Bahn                                                     | Bahn                                                   | Bahn                                                 |
| -------------------- | -------------------------------------------------------- | ------------------------------------------------------ | ---------------------------------------------------- |
| 300 m Einzelsprint   | Pier Luigi Lorenzo                                       | Andrea Ghetti                                          | Nico Briffaerts                                      |
| 500 m Sprint         | Andrea Ghetti                                            | Pier Luigi Lorenzo                                     | Dirk Breder                                          |
| 1500 m Sprint        | Armando Capannolo                                        | Marco Giannini                                         | Arnaud Gicquel                                       |
| 5000 m Massenstart   | Giorgio Perego                                           | Marco Giannini                                         | Jesus Lamberto                                       |
| 10000 m Punkte       | Marco Giannini                                           | Jesus Lamberto                                         | Arnaud Gicquel                                       |
| 20000 m Ausscheidung | Marco Giannini                                           | Jesus Lamberto                                         | Giorgio Perego                                       |
| 10000 m Staffel      | Italien Marco Giannini Giorgio Perego Pier Luigi Lorenzo | Spanien Sergio Ugarte Jesus Lamberto Carlos Lamberto   | Belgien Danny Bauwens Glenn Focke Xavier Geenens     |
| Straße               |                                                          |                                                        |                                                      |
| 300 m Einzelsprint   | Luca Antoniel                                            | Nico Briffaerts                                        | Sergio Ugarte                                        |
| 500 m Sprint         | Luca Antoniel                                            | Nico Briffaerts                                        | Harald Hertrich                                      |
| 1500 m Sprint        | Wilmer Paloschi                                          | Luca Antoniel                                          | Nico Briffaerts                                      |
| 5000 m Massenstart   | Arnaud Gicquel                                           | Marco Giannini                                         | Jesus Lamberto                                       |
| 10000 m Massenstart  | Arnaud Gicquel                                           | Jesus Lamberto                                         | Marco Giannini                                       |
| 20000 m Ausscheidung | Philippe Boulard                                         | Marco Giannini                                         | Jesus Lamberto                                       |
| 10000 m Staffel      | Italien Luca Antoniel Marco Giannini Mauro Lollobrigida  | Frankreich Arnaud Gicquel Philippe Boulard Alain Nègre | Belgien Danny Bauwens Nico Briffaerts Xavier Geenens |